# Mahmudabad (Azerbejdżan Zachodni)
Mahmudabad (perski: محمودآباد) – miasto w Iranie, w ostanie Azerbejdżan Zachodni. W 2006 roku liczyło 7899 mieszkańców.